# 民治主义
民治（英語：isnomia，即政治权利上的平等）是一种政治权利平等的政治理念，为一部分希腊民主城邦（例：克里斯提尼时代的雅典、依巴密侬达时代的底比斯）所追求。来自古希腊语 ἴσος isos, "平等," 以及 νόμος nomos, "法律"。